# Walking and Talking
Walking and Talking ist eine US-amerikanisch-britisch-deutsch-französische Filmkomödie aus dem Jahr 1996. Regie führte Nicole Holofcener, die auch das Drehbuch schrieb.

## Handlung
Die in New York City lebenden Amelia und Laura sind um 30 Jahre alt. Sie sind seit der Kindheit befreundet. Laura arbeitet als Therapeutin, Amelia – als Redakteurin. 
Lauras Freund macht einen Heiratsantrag, worauf Laura sich Sorgen macht, wie Amelia die Nachricht empfängt. Amelia machte Schluss mit ihrem Partner, mit dem sie jedoch weiterhin befreundet bleibt. Er leiht manchmal Geld von ihr, mit dem er unter anderen Telefonsex finanziert.
Amelia flirtet mit dem Angestellten einer Videothek, Bill, der sie zum einen Treffen der Filmfans einlädt. Währenddessen bereitet Laura ihre Hochzeit vor, wobei ihr Amelia und andere Freunde helfen. Unterstützung bekommt sie von Frank, von Andrew – mit dem sie früher eine Beziehung hatte – wie auch von einem Brieffreund.

## Kritiken
Roger Ebert schrieb in der Chicago Sun-Times vom 26. Juli 1996, der Film sei subtil – er sei weder eine Seifenoper noch ein Melodrama. Der Kritiker mag die Art, wie der Film Dinge zeige, die in den anderen Filmen zu „großen dramaturgischen Formeln“ geführt hätten. Amelia sei keine verzweifelte Frau, sondern einfach ein intelligenter Mensch, der nichts falsch mache. Es sei nicht gerade „großes Kino“, aber Ebert habe beim Zuschauen gute Laune gehabt („I didn't feel in the presence of great cinema, but I felt cheerful“).
Kevin Thomas schrieb in der Los Angeles Times vom 17. Juli 1996, die debütierende Regisseurin und Drehbuchautorin zeige geschickt unbeabsichtigte Verletzungen und unerwartete Verwundbarkeit, die zu den engen Beziehungen unvermeidbar gehören würden. Holofcener widerstehe der Versuchung, ihre Hauptcharaktere bezaubernd zu machen – sie seien kantig und oft taktlos, was sie real erscheinen lasse.
Film-Dienst schrieb, Walking and Talking sei eine „melancholische Beziehungskomödie, die dem Genre zwar keine neuen Dimensionen“ eröffne, aber „in einigen Nebenhandlungen“ berühre und „das Thema des Films zu verdichten“ verstehe.

## Auszeichnungen
Nicole Holofcener wurde im Jahr 1996 für den Großen Jurypreis des Sundance Film Festivals und für einen Sonderpreis des Deauville Film Festivals nominiert. Catherine Keener und Kevin Corrigan wurden im Jahr 1997 genauso für den Independent Spirit Award wie auch für den Chlotrudis Award nominiert. Der Film wurde 1997 für den Preis Artios der Casting Society of America nominiert.

## Hintergründe
Der Film wurde in New York City und in West Milford (New Jersey) gedreht. Seine Produktionskosten betrugen schätzungsweise eine Million US-Dollar. Die Weltpremiere fand im Januar 1996 auf dem Sundance Film Festival statt. Am 17. Juli 1996 kam der Film in die Kinos der USA, in den er ca. 1,3 Millionen US-Dollar einspielte. Der deutsche Kinostart folgte am 30. Januar 1997.